# Diego Corrales
Diego «Chico» Corrales (Sacramento, California, 25 de agosto de 1977-Las Vegas, 7 de mayo de 2007) fue un boxeador estadounidense. Su entrenador era Dickie Wood, y su mánager James Prince.

## Biografía
De padre colombiano y madre mexicana, desde muy temprano su vida estuvo relacionada con peleas y violencia. Cuando estaba en la escuela se peleaba constantemente, hasta que fue expulsado de ésta. Creció peleando en la calle como muchos púgiles en su ciudad natal de Sacramento, desde la edad de 13 años. Además de las peleas, muchos amigos de Corrales eran miembros de pandillas, por lo que fue testigo del asesinato de su mejor amigo.

## Carrera

### Carreraamateur
Durante su carrera amateur, terminó con el récord de 105-6. Entre sus logros está un segundo lugar en el Campeonato Amateur de los Estados Unidos en peso pluma, una medalla de bronce en los Juegos Panamericanos de 1995 dentro de la misma categoría y un puesto en la final del Campeonato Mundial Ligero en Berlín, Alemania.

### Carrera profesional
Su debut profesional fue el 19 de marzo de 1995, ganándole por Nocaut técnico en 3 asaltos a Everett Berry. Impresionaba su altura de 1,80 cm (5′10″) para la división Superpluma y, aún más, el poder en sus puños. Para 1998, Corrales cosechó un récord invicto de 25-0 (21 KO) y se enfrentó a Gary St’Clair en una eliminatoria para pelear por el título mundial. Corrales venció por puntos en 12 asaltos por decisión unánime a St’Clair, ganando el derecho de disputar el título mundial.

### Título Mundial Superpluma IBF
El 23 de octubre de 1999, en el MGM Grand Las Vegas, Corrales peleó con el aquel entonces campeón mundial de peso superpluma Roberto García, estando en juego su Título Superpluma IBF (Federación Internacional de Boxeo). Corrales llegó a disputar el título con récord de 27-0 (23 KO). Los dos boxeadores intercambiaron golpes durante la pelea. García tenía cierto control del combate, pero en el sexto asalto Corrales arremetió a García con un gancho de izquierda seguido de una serie de golpes que hicieron caer a García. Éste se levantó y volvió a ser derribado por dos derechazos de Corrales, pero logró salvarse del nocaut. En el séptimo asalto, Corrales derribó a García con un poderoso derechazo y Joe Cortez detuvo el combate. De esta forma, Diego Corrales ganó por KOT en siete asaltos y se convirtió en Campeón Mundial Superpluma FIB.

#### Primera Defensa
Defendió el título por primera vez el 4 de diciembre de 1999 en el Chinook Wind Casino, Lincoln City (Oregón), USA, enfrentándose a John Brown, a quien venció por puntos, por decisión unánime del jurado, en 12 asaltos. Las tarjetas de los jueces fueron: 116-112/116-112/117-111 en favor de Corrales.

#### Segunda Defensa
La segunda defensa de su título fue el 18 de marzo de 2000 en el MGM Grand de Las Vegas, ante Derrick Gainer; el retador cayó dos veces en el segundo asalto. La pelea tuvo su final en el próximo asalto terminando con victoria de Corrales por KOT en 3 asaltos. Luego de esta pelea venció por KO en 10 asaltos a Justin Juuko. La Federación Internacional de Boxeo no permitió que Corrales expusiera su título porque Juuko no estaba situado dentro de los 10 retadores oficiales.

#### Tercera defensa
El 2 de septiembre de 2000, en Don Haskins Convention Center, El Paso, Texas, se enfrentó a Ángel Manfredy. Hubo un intercambio de golpes duros de ambos lados. Manfredy cayó en el primer asalto y volvió a caer dos veces en el tercero, poniendo fin a la pelea. Corrales venció por KOT en tres asaltos. Corrales dejó vacante el título superpluma para ir a la categoría superior de los pesos ligeros; dicha idea no se concretó, por lo que tuvo que permanecer en la división aún sin el título mundial.

### Corrales vs Mayweather
Después de abandonar el título superpluma en un error de planes, Corrales fue en busca del título Superpluma CMB, enfrentándose a quien ostentaba dicho título (en ese entonces Floyd Mayweather, Jr.). Los expertos y el público exigían saber quién era el mejor en la categoría Superpluma: Corrales o Mayweather. Previo al combate, Corrales recibió la noticia de que se lo condenaría a dos años en prisión luego de su pelea con Mayweather. Después de entrenar durante un mes, Corrales abandonó los entrenamientos por problemas personales; tuvo mucha dificultad para dar el peso que exige la categoría Superpluma para la pelea. El 20 de enero de 2001 Corrales se enfrentó a Mayweather en el MGM Grand de Las Vegas. Mayweather dominó la pelea con mucha suficiencia: Corrales fue derribado tres veces en el 7 asalto. Después de reponerse de dos caídas más en el 10 asalto, la esquina de Corrales tiró la toalla despertando la furia de Corrales contra su entrenador. Corrales perdió así su primera pelea como profesional.
Diego Corrales fue puesto en prisión por un episodio de violencia doméstica con su esposa de aquel entonces. La condena original era de dos años, pero por buen comportamiento estuvo en prisión un año y cuatro meses.

## Regreso de Corrales
Después de aquellos sucesos, Corrales fue puesto en libertad y retomó su carrera profesional como boxeador. Ganó cuatro combates en forma consecutiva: a Michael Davis por KOT en 5 asaltos; a Roque Cassiani por KOT en 1 asalto; a Feliz St`Kitts por KOT en 3 asaltos y a Damian Fuller por KO en 3 asaltos.

### Corrales vs Casamayor I
Luego de estas peleas preparatorias, el 4 de octubre de 2003 Corrales fue en busca del vacante Título Mundial Superpluma OMB, enfrentándose al boxeador cubano Joel Casamayor en el Mandalay Bay Resort & Casino, Las Vegas, Nevada, EE.UU. La pelea fue vibrante; Corrales cayó en el 3 asalto. Durante el 4.º asalto, Corrales volvió a caer, pero Casamayor fue derribado. La pelea se detuvo por cortes dentro de la boca de Corrales, que de esta forma perdió por KOT en el sexto asalto.

### Corrales vs Casamayor II
La revancha se llevó a cabo el 6 de marzo de 2004 en Foxwoods Resort, Mashantucket, Connecticut, Estados Unidos, estando en juego el Título Mundial Superpluma OMB vacante. En el 10 asalto Corrales fue derribado. A pesar de la caída, Corrales llevó la pelea hasta los 12 asaltos, quedando la decisión en manos de los jueces. Las tarjetas fueron: 115-112 (Corrales)/114-113 (Casamayor)/115-112 (Corrales). De esta forma, Corrales volvía a ser Campeón Mundial Superpluma, esta vez en la OMB al vencer por Decisión Dividida a Casamayor.

### Corrales vs Freitas
Después de varios intentos, definitivamente Corrales se pasó a la categoría Ligero. El 7 de agosto de 2004 fue en busca del Título Mundial Ligero OMB en poder del invicto noqueador brasileño Acelino «Popo» Freitas: dicho combate se realizó en Foxwoods Resort, Mashantucket, Connecticut, Estados Unidos. Freitas dominó la pelea y las tarjetas, boxeando a la distancia. En el 8.º asalto, Corrales conectó un poderoso derechazo que derribó al campeón, el cual estaba sobre las cuerdas. Al empezar el 9.º asalto, Corrales volvió a derribar a Freitas con un uppercut diestro. En el 10.º asalto, Freitas volvió a caer y luego de levantarse decidió no continuar el combate. Corrales se convertía así en Campeón Mundial Ligero OMB al vencer a Freitas por KOT en 10 asaltos.

### Corrales vs Castillo I
El 7 de mayo de 2005, en el Mandalay Bay Resort & Casino, Las Vegas, Nevada, Estados Unidos, se produjo una de las peleas más salvajes de la historia del pugilismo; varios expertos la llaman como la mejor pelea de la historia del boxeo. Diego «Chico» Corrales se enfrentó a José Luis «El temible» Castillo. Fue una pelea unificatoria de títulos del mundo: Corrales ponía en juego su Título Mundial Ligero OMB y Castillo por su parte el Título Mundial Ligero CMB. El ganador se consagraría campeón mundial unificado. Desde el 1.er asalto, ambos púgiles intercambiaron violentos golpes siempre en la distancia corta. Los primeros 9 asaltos fueron explosivos: golpe por golpe, las caras de ambos se estaban desfigurando; Castillo tenía dos cortes y hematomas, Corrales tenía el ojo izquierdo cerrado y algunos cortes. Debido a la condición de su ojo, Corrales no veía los derechazos lanzados por el mexicano Castillo, recibiendo todas las derechas que éste ejecutaba. En el 9.º asalto, Castillo puso en serios problemas a Corrales enviándolo sobre las cuerdas. A los pocos segundos del 10.º asalto, Castillo derribó a Corrales de un violento gancho de izquierdas: el juez contó hasta 8 cuando Corrales se puso en pie. En una treta para ganar más tiempo, escupió el protector bucal. Castillo volvió al ataque, derribando a Corrales nuevamente, esta vez el conteo del juez llega hasta 9. Corrales volvió a escupir el protector bucal y provocó el descuento de un punto por dicha infracción. Nuevamente Castillo atacó a Corrales, castigándolo. Corrales sacó una derecha que hizo retroceder al mexicano y colocó un gancho de izquierda que impactó sobre Castillo llevándolo sobre las cuerdas. Ambos volvieron a intercambiar golpes hasta que en una seguidilla de golpes brutales, Corrales llevó a Castillo contra las cuerdas. En ese momento, el juez Tony Weeks detuvo el combate, consagrando a Corrales como ganador por KOT en el 10.º asalto y convirtiéndose en Campeón Mundial Ligero CMB-OMB. La pelea ganó el reconocimiento de «mejor pelea del año» por la revista Ring Magazine.

### Corrales vs Castillo II
El 8 de octubre de 2005, en el Thomas & Mack Center, Las Vegas, Nevada, Estados Unidos, Corrales volvió a enfrentarse a Castillo. Originalmente, la pelea iba a ser por la Doble Corona Mundial de Corrales, pero durante el pesaje, Castillo excedió del límite de la categoría Ligero, por lo cual la pelea se realizaría sin estar en juego los títulos de Corrales. El combate tuvo tanta acción como el primero; un Castillo mucho más pesado que Corrales entró al cuarto asalto colocándole un potente gancho de izquierda que envió a la lona a Corrales. Cuando el juez Joe Cortez llevaba la cuenta de 8, Corrales se levantó pero sus piernas no lo podían sostener, yéndose sobre las cuerdas sin estar completamente de pie. Joe Cortez contó hasta 10 declarándolo fuera de combate. De esta forma, Corrales perdió por KO en 4 asaltos. Al no estar en juego sus coronas, Corrales seguía siendo Doble-Campeón Mundial Ligero pese a la derrota. Estaba todo listo para el tercer combate, pero nuevamente Castillo se excedió en el pesaje y esta vez Corrales decidió no seguir adelante con la pelea.

### Corrales vs Casamayor III
La fecha: 7 de octubre de 2006. El lugar, el Mandalay Bay Resort & Casino. El rival, por tercera vez, Joel Casamayor. Esta vez, durante el pesaje, quien falló en dar el peso fue el campeón. Corrales se pasó del límite de la categoría ligero, perdiendo automáticamente ambos títulos. La pelea se realizó teniendo únicamente la oportunidad de ganar los títulos por parte de Casamayor. Si Corrales ganase el combate, los títulos quedarían vacantes. La pelea se mantuvo hasta los 12 asaltos, dejando el veredicto del combate en las tarjetas de los jueces. Las tarjetas: 115-112 (Casamayor)/114-113 (Corrales)/116-111 (Casamayor)
Corrales perdió por decisión dividida.

### Corrales vs Clottey
Al ser demasiado duro el esfuerzo de encuadrarse en la categoría ligero y, por ende, fallar dicho límite en el pasado; Corrales decidió subir dos categorías y pelear en la división Wélter. En su debut en el peso Wélter, el 7 de abril de 2007 se enfrentó al ghanés Joshua Clottey en una pelea a 10 asaltos sin título en juego, en Shrine Mosque, Springfield, Misuri, Estados Unidos. La pelea fue dura para Corrales; Clottey colocaba más golpes durante los intercambios. Corrales cayó en el 9.º asalto, pero volvió a realizar su treta de escupir el protector bucal para ganar tiempo de recuperación, aunque en este caso se levantó con un corte sobre su ojo derecho. En el 10.º asalto, Corrales fue derribado, y nuevamente escupió el protector bucal: en cuanto se puso de pie, el juez le descontó un punto. El combate llegó al límite de los 10 asaltos, dejando las tarjetas con el siguiente puntaje: 100-87/98-89/97-90 para Joshua Clottey. Corrales perdió por decisión unánime.

## Desenlace fatal
El 7 de mayo de 2007, dos años exactos después de su gran victoria frente a José Luis Castillo, Diego Corrales falleció mientras conducía su motocicleta en la autopista de Las Vegas. Rodando a 160km/h, esquivó un camión; pero impactó contra la parte trasera de otro vehículo. Murió a las 7:20 p. m. PST.
Su promotor, Gary Shaw, dijo: Peleaba de forma temeraria y así vivía, era su estilo. Murió como vivió. Su mánager, James Prince, le dijo a Shaw en la escena del accidente: Si pudiera levantarse, lo haría, haciendo referencia a su gran bravura. Dejó en este mundo a 5 hijos y a su esposa embarazada de 6 meses.

## Estilo de combate
Corrales tenía un estilo agresivo y frontal, sin defensa. No le preocupaban los golpes del rival; no retrocedía ni sujetaba a sus rivales. Desaprovechaba su gran altura y alcance de brazos para las divisiones en que reinó. Peleaba siempre en la corta distancia e intercambiando golpes con sus rivales, por lo que recibía mucho castigo incluso cuando ganaba. No tenía una mandíbula fuerte, pero su corazón era el de un guerrero; nunca se daba por vencido y tenía el poder de un noqueador.

## Récord profesional
3 veces campeón del mundo / 4 títulos mundiales: FIB superpluma, OMB superpluma, OMB ligero, CMB ligero
| 40 victorias (33 KO), 5 derrotas (3 KO) |        |                         |      |                |                          |                                                                   | |
| Resultado                               | Récord | Oponente                | Tipo | Asalto, tiempo | Datos                    | Localidad                                                         | Notas |
| G                                       | 1-0    | Everett Barry           | TKO  | 3 (4), 1:12    | 19 de marzo de 1996      | Club Rio, Tempe, Arizona, Estados Unidos                          | Debut profesional de Corrales.                                                                                       |
| G                                       | 2-0    | Enrique Beltrán         | UD   | 4              | 28 de marzo de 1996      | Celebrity Theatre, Phoenix, Arizona, Estados Unidos               | |
| G                                       | 3-0    | Víctor Manuel Mendoza   | TKO  | 3 (4), 2:59    | 30 de mayo de 1996       | Celebrity Theatre, Phoenix, Arizona, Estados Unidos               | |
| G                                       | 4-0    | Ciro Canales            | UD   | 4              | 7 de junio de 1996       | Caesars Palace, Paradise, Nevada, Estados Unidos                  | |
| G                                       | 5-0    | Lorenzo Raúl Chaires    | KO   | 1 (4)          | 27 de junio de 1996      | Phoenix, Arizona, Estados Unidos                                  | |
| G                                       | 6-0    | César Morales           | TKO  | 2 (4)          | 17 de agosto de 1996     | Sports Stadium, Albuquerque, Nuevo México, Estados Unidos         | |
| G                                       | 7-0    | Murphy Hughes           | KO   | 1 (4), 2:52    | 13 de septiembre de 1996 | Knapp Center, Des Moines, Iowa, Estados Unidos                    | |
| G                                       | 8-0    | Sergio Macias           | TKO  | 4 (4), 1:46    | 11 de octubre de 1996    | Texas Station, North Las Vegas, Nevada, Estados Unidos            | |
| G                                       | 9-0    | Juan Santos             | TKO  | 1              | 29 de noviembre de 1996  | Tijuana, México                                                   | |
| G                                       | 10-0   | Mario González          | KO   | 1              | 13 de diciembre de 1996  | Tecate, México                                                    | |
| G                                       | 11-0   | Julián Vásquez          | KO   | 1              | 16 de diciembre de 1996  | Tijuana, México                                                   | |
| G                                       | 12-0   | Salvador Montes         | KO   | 1 (6)          | 13 de enero de 1997      | Great Western Forum, Inglewood, California, Estados Unidos        | |
| G                                       | 13-0   | Ildefonso Bernal        | TKO  | 2 (6), 0:34    | 14 de marzo de 1997      | Veterans Memorial Coliseum, Phoenix, Arizona, Estados Unidos      | |
| G                                       | 14-0   | Steve Quinonez          | TKO  | 4 (12), 2:21   | 4 de abril de 1997       | The Orleans, Paradise, Nevada, Estados Unidos                     | Gana el título vacante IBA Intercontinental del peso superpluma                                                      |
| G                                       | 15-0   | Javier Pichardo         | KO   | 2 (12), 2:47   | 9 de mayo de 1997        | The Orleans, Paradise, Nevada, Estados Unidos                     | Retiene el título IBA Intercontinental del peso superpluma                                                           |
| G                                       | 16-0   | Manny Castillo          | TKO  | 11 (12) 0:48   | 11 de julio de 1997      | Memorial Auditorium, Sacramento, California, Estados Unidos       | Gana el título vacante IBA intercontinental del peso ligero                                                          |
| G                                       | 17-0   | Isagani Pumar           | KO   | 4 (10), 2:28   | 22 de agosto de 1997     | Memorial Auditorium, Sacramento, California, Estados Unidos       | |
| G                                       | 18-0   | Juan Angel Macias       | KO   | 6 (12), 2:35   | 18 de octubre de 1997    | Star of the Desert Arena, Primm, Nevada, Estados Unidos           | Retiene el título IBA Intercontinental del peso ligero                                                               |
| G                                       | 19-0   | Ángel Aldama            | UD   | 10             | 4 de diciembre de 1997   | Memorial Auditorium, Sacramento, California, Estados Unidos       | |
| G                                       | 20-0   | Juan Carlos Salazar     | KO   | 1              | 18 de abril de 1998      | Grand Olympic Auditorium, Los Ángeles, California, Estados Unidos | |
| G                                       | 21-0   | Eduardo Contreras       | KO   | 2 (10), 1:12   | 30 de mayo de 1998       | Grand Olympic Auditorium, Los Ángeles, California, Estados Unidos | |
| G                                       | 22-0   | Benito Rodríguez        | TD   | 7 (8), 2:49    | 5 de julio de 1998       | Fantasy Springs Resort Casino, Indio, California, Estados Unidos  | TD unánime luego de que Rodríguez no pudiera continuar por un golpe bajo accidental                                  |
| G                                       | 23-0   | Rafael Morfin           | TKO  | 2              | 15 de agosto de 1998     | Grand Olympic Auditorium, Los Ángeles, California, Estados Unidos | |
| G                                       | 24-0   | Benito Rodríguez        | KO   | 6              | 12 de septiembre de 1998 | Fantasy Springs Resort Casino, Indio, California, Estados Unidos  | |
| G                                       | 25-0   | Héctor Arroyo           | TKO  | 5 (10), 1:01   | 20 de noviembre de 1998  | The Orleans, Paradise, Nevada, Estados Unidos                     | |
| G                                       | 26-0   | Gairy St. Clair         | UD   | 12             | 18 de diciembre de 1998  | Yosemite Hall, Sacramento, California, Estados Unidos             | |
| G                                       | 27-0   | Claudio Víctor Martinet | TKO  | 5 (10), 2:06   | 2 de abril de 1999       | Convention Center, Chattanooga, Tennessee, Estados Unidos         | |
| G                                       | 28-0   | Ángel Aldama            | RTD  | 4 (12), 3:00   | 12 de junio de 1999      | Fantasy Springs Resort Casino, Indio, California, Estados Unidos  | Gana el título vacante IBA Intercontinental del peso ligero                                                          |
| G                                       | 30-0   | John Brown              | UD   | 12             | 4 de diciembre de 1999   | Chinook Winds Casino, Lincoln City, Oregón, Estados Unidos        | Retiene el título IBF del peso superpluma                                                                            |
| G                                       | 29-0   | Robert Garcia           | TKO  | 7 (12), 0:48   | 23 de octubre de 1999    | MGM Grand Garden Arena, Paradise, Nevada, Estados Unidos          | Gana el título IBF del peso superpluma                                                                               |
| G                                       | 31-0   | Derrick Gainer          | TKO  | 3 (12), 1:50   | 18 de marzo de 2000      | MGM Grand Garden Arena, Paradise, Nevada, Estados Unidos          | Retiene el título FIB del peso superpluma; Gana el título vacante AIB del peso superpluma                            |
| G                                       | 32-0   | Justin Juuko            | KO   | 10 (12), 2:35  | 17 de junio de 2000      | Staples Center, Los Ángeles, California, Estados Unidos           | Gana el título vacante IBA del peso superpluma                                                                       |
| G                                       | 33-0   | Angel Manfredy          | TKO  | 3 (12), 2:38   | 2 de septiembre de 2000  | Don Haskins Center, El Paso, Texas, Estados Unidos                | Retiene los títulos IBF y IBA del peso superpluma                                                                    |
| D                                       | 33-1   | Floyd Mayweather, Jr.   | TKO  | 10 (12), 2:19  | 20 de enero de 2001      | MGM Grand Garden Arena, Paradise, Nevada, Estados Unidos          | Por los títulos WBC y lineales del peso superpluma                                                                   |
| G                                       | 34-1   | Michael Davis           | TKO  | 5 (8)          | 25 de enero de 2003      | Bally's Park Place, Atlantic City, New Jersey, Estados Unidos     | |
| G                                       | 35-1   | Roque Cassiani          | RTD  | 1 (10), 3:00   | 22 de febrero de 2003    | The Pyramid, Memphis, Tennessee, Estados Unidos                   | |
| G                                       | 36-1   | Felix St Kitts          | TKO  | 3 (10), 1:36   | 24 de abril de 2003      | Grand Casino, Gulfport, Misisipi, Estados Unidos                  | |
| G                                       | 37-1   | Damian Fuller           | KO   | 3 (10), 1:48   | 20 de junio de 2003      | Home Depot Center, Carson, California, Estados Unidos             | |
| D                                       | 37-2   | Joel Casamayor          | TKO  | 6 (12), 3:00   | 4 de octubre de 2003     | Mandalay Bay Events Center, Paradise, Nevada, Estados Unidos      | Por el título vacante AIB del peso superpluma                                                                        |
| G                                       | 38-2   | Joel Casamayor          | SD   | 12             | 6 de marzo de 2004       | Foxwoods Resort Casino, Ledyard, Connecticut, Estados Unidos      | Gana el título de la AIB y título vacante de la OMB del peso superpluma                                              |
| G                                       | 39-2   | Acelino Freitas         | TKO  | 10 (12), 1:24  | 7 de agosto de 2004      | Foxwoods Resort Casino, Ledyard, Connecticut, Estados Unidos      | Gana el título de la OMB del peso ligero.                                                                            |
| G                                       | 40-2   | José Luis Castillo      | TKO  | 10 (12), 2:06  | 7 de mayo de 2005        | Mandalay Bay Events Center, Paradise, Nevada, Estados Unidos      | Retiene el título WBO del peso ligero; Gana los títulos de la OMB, The Ring, y los títulos lineales del peso ligero. |
| D                                       | 40-3   | José Luis Castillo      | KO   | 4 (12), 0:47   | 8 de octubre de 2005     | Thomas & Mack Center, Paradise, Nevada, Estados Unidos            | |
| D                                       | 40-4   | Joel Casamayor          | SD   | 12             | 7 de octubre de 2006     | Mandalay Bay Events Center, Paradise, Nevada, Estados Unidos      | Pierde los títulos del CMB, The Ring, y lineales del peso ligero.                                                    |
| D                                       | 40-5   | Joshua Clottey          | UD   | 10             | 7 de abril de 2007       | Abou Ben Adhem Shrine Mosque, Springfield, Misuri, Estados Unidos | |